# 羅賈瓦憲法
《羅賈瓦憲法》，正式名称是《社会契约宪章》，是罗贾瓦的最高法律。2014年1月9日，羅賈瓦（西庫德斯坦）宣布自治，成立羅賈瓦－北敘利亞民主聯邦（后更名为北敘利亞民主聯邦、北部和东部叙利亚自治行政区）。
這部憲法最著名的是其明確肯定少數民族的權利、性別平等，以及實行被稱為民主邦聯主義的直接民主。
2023年宪法进行了修订。

## 內容

### 序言
正文:
我們，阿夫林、賈濟拉和科巴尼民主自治區的人民，庫德人、阿拉伯人、敘利亞人、阿拉米人、土庫曼人、亞美尼亞人和車臣人的聯盟，自由而莊嚴地宣布並制定本憲章。
《憲章》追求自由、正義、尊嚴和民主，並以平等和環境永續原則為指導，宣布了一項新的社會契約，該契約以社會各階層之間的相互、和平共處和理解為基礎。它保護基本人權和自由，並重申人民的自決權。
根據《憲章》，我們自治區人民本著和解、多元化和民主參與的精神團結起來，以便所有人都能在公共生活中自由表達自己的意見。在建立一個沒有獨裁主義、軍國主義、中央集權和宗教權威干預公共事務的社會的過程中，《憲章》承認敘利亞的領土完整，並致力於維護國內和國際和平。

在制定本憲章時，我們宣佈建立一種以社會契約為基礎的政治制度和民政管理，透過從獨裁、內戰和破壞的過渡階段，調和敘利亞豐富多彩的社會，建立一個維護公民生活和社會正義的新民主社會。

### 概況
羅賈瓦邦聯憲法包括序言、基本原則和權利(第1-44條)、國家組織規定(第45-80, 95-96條)，以及一些通則(第81-94條)。
羅賈瓦邦聯憲法分為以下十章：

第一章 總則 (第1-12條)

第二章 基本原則 (第13-20條)

第三章 人權與自由 (第21-44條)

第四章 立法議會 (第45-53條)

第五章 行政委員會 (第54-62條)

第六章 司法委員會 (第63-75條)

第七章 獨立選舉委員會 (第76條)

第八章 最高憲法法院 (第77-80條)

第九章 通則 (第81-94條)

第十章 行政委員會機構 (第95-96條)

### 總則
第1條

阿夫林、賈茲拉和科巴尼自治區的憲章，(以下簡稱“憲章”)，是自治區人民之間再立的社會契約。序言屬於憲章的一部分。
第2條

a-權柄屬於自治區的人民，是人民所交出。透過人民投票選舉產生的行政委員會和公共機構行使。

b-人民的參與是所有行政委員會和公共機構合法性的唯一來源，其必須建立在自由社會的民主原則之上。
第3條

a-敘利亞共和國是一個自由、主權和民主國家，透過分散化和多元化的議會制度管轄。

b-自治區由阿夫林、賈茲拉和科巴尼三個州組成，為阿拉伯敘利亞共和國領土不可分割的一部分。每個州的行政中心：阿夫林州的阿夫林; 賈茲拉州的卡米什利; 科巴尼州的科巴尼。

c-賈茲拉州富有民族和宗教多樣性:庫爾德人、阿拉伯人、亞述人、車臣人、亞美尼亞人，穆斯林、基督徒和亞茲迪社群，以現有的兄弟情誼和平共存。選舉產生的立法議會代表自治區的全部三個州。
自治區的政治結構

第4條

1-立法議會

2-行政委員會

3-獨立選舉委員會

4-最高憲法法院

5-市/省委員會
第5條

每個州的行政中心：賈茲拉州的卡米什利; 阿夫林州的阿夫林; 科巴尼州的科巴尼。
第6條

所有人和團體在法律面前是平等的，權利和責任也是平等的。
第7條

敘利亞境內任何城市、城鎮和村莊加入本憲章，可以形成各州而加入自治區。
第8條

自治區各州以地方自治原則成立。各州可以自由選擇他們的代表和代表機構，並可以追求他們的權利，只要沒有違反憲章的條文。
第9條

賈茲拉州的官方語言是庫德語、阿拉伯語和亞述語。所有族群都有教導和學習他們母語的權利。
第10條

自治區不得干涉他國內部事務，並應保障與鄰國的關係，和平地解決任何衝突。
第11條

自治區有權通過代表其本身的國旗、國徽和國歌。這些象徵應在法律中制定。
第12條

自治區是敘利亞不可分割的一部分。她是未來敘利亞邦聯體制的模範。